# Mystacides sepulchralis
Mystacides sepulchralis är en nattsländeart som först beskrevs av Walker 1852.  Mystacides sepulchralis ingår i släktet Mystacides och familjen långhornssländor. Inga underarter finns listade i Catalogue of Life.